# Bijeli tigar
Bijeli tigar je obojena (mutirana) varijanta bengalskog tigra (ponekad i amurskog). Može biti ostvarena samo ako oba roditelja imaju recesivne gene za bijelu boju. U prirodi su rijetki; može ih se naći samo u zoološkim vrtovima. Vjeruje se da je prvi bijeli tigar nađen 1951.